# Matteo De Mojana
Matteo Angelo de Mojana di Cologna, noto anche semplicemente come Matteo de Mojana (Milano, 15 novembre 1989) è un doppiatore e attore teatrale italiano.

## Biografia
Bisnipote di Angelo de Mojana di Cologna (1905-1988), 77º Principe e Gran maestro del Sovrano militare ordine di Malta dal 1962 al 1988, si è diplomato nel 2011 presso la scuola del Piccolo Teatro di Milano ed è attivo dal 2012 al Teatro Elfo Puccini. È inoltre membro del collettivo teatrale Il Menu della Poesia.
Oltre che nel teatro ha lavorato come doppiatore nel cinema e per diversi videogiochi e serie animate; in quest'ultimo campo è noto soprattutto per essere la voce italiana di Yusaku Fujiki, il protagonista di Yu-Gi-Oh! VRAINS, e di Mark Lenders in Captain Tsubasa.

## Doppiaggio

### Cinema
- Kai Ogasawara in Tokyo Ghoul - Il film, Tokyo Ghoul S
- Josh Hutcherson in Escobar
- Kevin Zegers in The Entitled
- Justin Bartha in White Girl
- Max Zhang in Escape Plan 3 - L'ultima sfida
- Thomas Mann in La prova del serpente
- Kevin Miller in Johnson il cattivo
- T.J.Thyne in The human contract
- Matthew Gray Gubler in Newness
- Justin Hall in Kicks
- Omar Hasan in Mercenaire
- Andrew Leland Rogers in Opening Night
- David Selvas in The invisible guest
- Aleks Paunovic in Go with Me
- Jérémie Elkaïm in Marguerite & Julien - La leggenda degli amanti impossibili
- Clovis Fouin in La sorella di Mozart
- René-Alban Fleury in Lolo - Giù le mani da mia madre
- Nacho Fortes in La trincea infinita
- Emilio Palacios in 1898: Los últimos de Filipinas
- Mateusz Wieclawek in All My Friends Are Dead
- Matthew Lewis in Terminal
- Bora Akkas in Altri dieci giorni tra il bene e il male
- Simon Rupp in Blood & Gold
- Akshan in League of Legends

### Film d'animazione
- Sorriso in È arrivato il Broncio
- Wasabi Kawamura in Ride Your Wave
- Inosuke Hashibira in Demon Slayer - Il treno Mugen
- Nozomi Takamiya in The First Slam Dunk
- Annunciatore in Haikyu!! Battaglia all'ultimo rifiuto
- Capo dell'organizzazione segreta in Doraemon - Il film: Nobita e le piccole guerre stellari 2021
- Espada in City Hunter The Movie: Angel Dust
- Simon Gorrini in My Hero Academia: You're Next
- Perch Perkins in Plankton - Il film

### Serie televisive
- Matthew Leonhardt in Berlin Station
- Greg Bryk in Wynonna Earp
- Aaron Moten in Mozart in the jungle
- Jerrell Pippens in Murder in the first
- Jesse Moss in Dolci e delitti - A deadly recipe
- David Sullivan in The Wilds
- Andrew Buchan in The Crown
- Seán T. Ó Meallaigh in Vikings
- Okea Eme-Akwari in Cobra Kai
- Aleix Rengel Meca in Una vita
- Voce narrante in The Guardians of Justice

### Serie animate
- Gabriel Miller in Sword Art Online Alicization War of Underworld
- Xexeed in Sword Art Online II
- Gaston in OPS - Orrendi per sempre
- Inosuke Hashibira in Demon Slayer - Kimetsu no yaiba
- Yusaku Fujiki in Yu-Gi-Oh! VRAINS
- Mark Lenders in Captain Tsubasa
- Hitoshi Shinso, Giran, Seiji Shishikura, Yu Hojo e Kyotoku Jiro in My Hero Academia
- Sam Ibrahim in Great Pretender
- Albafica di Pisces in I Cavalieri dello zodiaco - The Lost Canvas
- Belmond in Dragon Ball Super
- Wam in Devilman Crybaby
- Kim Lurker in Tower of God
- Kisuke Urahara in Bleach
- Rasa (4° voce) e Ao (3° voce) in Naruto Shippuden
- Membro di un team (episodio 3), Toujou e Takigi Oze in Fire Force
- Cloud in Super Benny
- Pilar in Cyberpunk: Edgerunners
- Shuji Hanma in Tokyo Revengers
- Conte Lytton in Overlord
- Di-Amon in Bastard!! L'oscuro dio distruttore
- Roswaal L. Mathers in Re:Zero - Starting Life in Another World
- Gido e Garde in That Time I Got Reincarnated as a Slime
- Diavolo Futuro in Chainsaw Man
- Reo Mikage in Blue Lock
- Kintoki Sakata in Gintama
- Toshiaki Maeda in The After-Dinner Mysteries
- Marchese in Castlevania: Nocturne
- Itachi Uchiha in Naruto: Shippuden (ep. 429+)
- Due in Numberblocks
- Liu Min in Link Click
- Takamichi Hotaka in Kaiju No. 8
- Ryusui Nanami in Dr. Stone
- Bonchien Nicoli la Tasty Peach Uralis in To Your Eternity
- Padre di Aira in DanDaDan (ediz. Crunchyroll)
- Shoichi Imayoshi in Kuroko's Basket

### Videogiochi
- L'Ingegnere in Far Cry 3: Blood Dragon (2013)[2]
- David Anderson in Resident Evil 7: Biohazard (2017)[3]
- Voci aggiuntive in Tom Clancy's Ghost Recon Wildlands (2017)[4]
- Arthur Curry / Aquaman e Anti-Flash in Injustice 2 (2017)[5]
- Fynch in Destiny 2 (2017)[6]
- Drostan Hynd in Call of Duty: World War II (2017)[7]
- Capitano Allen e Pedro Aadbar in Detroit: Become Human (2018)[8]
- Voci aggiuntive in Resident Evil 2 (2019)[9]
- Personaggi minori in Metro Exodus (2019)[10]
- Alex in Call of Duty: Modern Warfare (2019)[11]
- Vili in Assassin's Creed: Valhalla (2020)[12]
- Simon Krieger in Spider-Man: Miles Morales (2020)[13]
- Jerhyn e seguace guerriero-mago in Diablo II: Resurrected (2021)[14]
- Jannick Richter in Call of Duty: Vanguard (2021)[15]
- Marco Baretti in Bratz: Flaunt Your Fashion (2022)[16]
- Ajeet Singh in Grid: Legends (2022)[17]
- Telecronista a "Lucioball Sydney" in Overwatch 2 (2022)[18]
- Aaliyah in Need for Speed: Unbound (2022)[19]
- Luis Serra Navarro in Resident Evil 4 (remake) (2023)[20]
- Jacob Boyer in Redfall (2023)[21]
- Capek, Cecil, contadino Kaeler ed Eebrin in Diablo IV (2023)[22]
- Tyler, L'ubor e personaggi minori in Final Fantasy XVI (2023)[23]
- Hauser in Immortals of Aveum (2023)[24]
- Quan Chi in Mortal Kombat 1 (2023)[25]
- Aymeric Cassel in Cyberpunk 2077 (2023)[26]
- Sam in The Casting of Frank Stone (2024) [27]
- Voce Cacciatore #1 in Monster Hunter Wilds (2025)[28]
- Kuroda Kanbei, Akechi Kagemitsu e Tokugawa Ieyasu in Assassin's Creed Shadows (2025)[29]

## Filmografia
- Un fidanzato per mia moglie (2013), regia di Davide Marengo
- Sfumature di verità (2015), regia di Liana Marabini
- La legge di Lidia Poët (2023-2024), regia di Matteo Rovere e Letizia Lamartire

## Teatro
- Il mercante di Venezia, di William Shakespeare, regia Luca Ronconi, Piccolo Teatro (Milano) (2009)
- Gnam gnam…cibo sensibile, regia di Antonio Catalano, Universi Sensibili/Piccolo Teatro – Milano (2011)
- Rosso, di J. Logan, regia di Francesco Frongia, Teatro dell'Elfo (ass. alla regia) – Milano (2012)
- Alice underground, da Lewis Carroll, regia di Ferdinando Bruni e Francesco Frongia, Teatro dell’Elfo – Milano e tour (2012)
- Macbeth - Biography of a Killer, da William Shakespeare, regia di Laura Pasetti, Charioteer Theatre – Edimburgo e tour (2013)
- Frost/Nixon, di P. Morgan, regia Ferdinando Bruni e Elio De Capitani, Teatro dell’Elfo – Milano e tour (2013)
- Il vizio dell’arte, di A. Bennett, regia Ferdinando Bruni e Francesco Frongia, Teatro dell’Elfo – Milano e tour (2014)
- N.N. Figli di nessuno, di F. Garolla, regia Renzo Martinelli, Teatro i – Milano (2015)
- Mr. Puntila e il suo servo Matti, di Bertold Brecht, regia di Ferdinando Bruni e Francesco Frongia, Teatro dell’Elfo – Milano e tour (2015)
- A Midsummer Night’s Dream, di Britten/Shakespeare, regia Bruni e De Capitani, Teatro Ponchielli - Cremona (ass. alla regia) (2016)
- Ultimo Chisciotte, da M. de Cervantes, regia Maria Grazia Cipriani, Teatro Del Carretto – Lucca e tour (2018)
- L'importanza di chiamarsi Ernesto, di Oscar Wilde, regia Ferdinando Bruni e Francesco Frongia, Teatro dell’Elfo – Tour (2019)